# Гедда, Николай
Никола́й Ге́дда (полное имя Га́рри Гу́став Никола́й Ге́дда; швед. Harry Gustaf Nikolai Gedda; 11 июля 1925, Стокгольм, Швеция — 8 января 2017, Толошна, Швейцария) — шведский оперный певец (тенор). Один из самых универсальных лирических теноров в истории, почти без акцента пел на девяти языках (включая русский). Особенно часто появлялся в операх классического французского репертуара.
Оставил одну из самых обширных дискографий, включающую оперы (в диапазоне от Генделя до Стравинского), оперетты, песни и романсы (в частности, все вокальные циклы Шуберта), а также духовные песнопения.

## Биография
Родился в Сёдермальме (один из районов Стокгольма). Его мать (семнадцатилетняя официантка Клэри Линнеа Линдберг) была шведкой, отец (Николай Гедда) — наполовину русским и наполовину шведом. С раннего детства рос в семье тётки со стороны отца — уроженки Риги Ольги Гедды (1892—1985) и её мужа, донского офицера Михаила Устинова (1887—1963), уроженца станицы Качалинской, который после революции эмигрировал и сначала пел в эмигрантском кубанском казачьем хоре, а затем стал псаломщиком в православных церквях Лейпцига и Стокгольма. В этом же доме жили и его биологические родители, которых он считал дядей и тётей.
Детство артиста прошло в Лейпциге, где пятилетним мальчиком он начал петь при храме Святителя Алексия в хоре, которым руководил отец. Однако серьёзно заниматься пением он стал значительно позже, в 1949 году, у вокалиста и педагога Карла Эмана (который также открыл Бьёрлинга). Затем он продолжил образование в оперной школе при Королевской музыкальной академии. Уже достигнув славы, он в течение десяти лет брал (в Америке) уроки у Паолы Новиковой, которой было тогда около 60 лет. Новикова утверждала, что является единственной ученицей Маттиа Баттистини, имевшего славу лучшего итальянского баритона.
Дебют состоялся в 1951 году на сцене Шведской королевской оперы в опере Зютермайстера «Красный сапог», а через год он исполнил партию Шаплу в опере Адана «Почтальон из Лонжюмо», которая принесла ему международную известность. В 1953 году впервые выступил в театре «Ла Скала», исполнив партию дона Оттавио в «Дон Жуане» Моцарта. Затем выступил в трилогии Карла Орфа «Триумфы» на той же сцене.
В течение 22 лет, начиная с 1957 года, был ведущим солистом театра «Метрополитен-опера» в Нью-Йорке. За это время певец исполнил практически весь доступный лирическому тенору репертуар классических опер. Принимал участие в премьерах комической оперы Менотти «Последний дикарь» и «Ванессы» Барбера в 1958 году. Именно Гедда последним пел в историческом здании «Метрополитен-оперы» перед его сносом в 1967 году.
Помимо оперной карьеры, Гедда вплоть до 1990-х годов давал многочисленные сольные концерты. Всего он сделал не менее 200 записей, причём последние из них датированы 2001 и 2003 годами. Гедда — один из немногих певцов, записавших все вокальные циклы Шуберта. Исполнял и записывал православные гимны. С 1980 года гастролировал в СССР. В 1978 году вышла его книга воспоминаний «Дар не даётся бесплатно» (Gåvan är inte gratis), переведённая через 5 лет на русский язык.
Первая жена — оперная певица Надежда Георгиевна Сапунова, вторая — гречанка Анастасия Каравиотис, третья — журналистка Aino Sellermark (которая помогала ему в работе над мемуарными книгами). Когда интервьюеры его спрашивали про хобби, Гедда отвечал, что во всех посещаемых городах обязательно ходит в зоопарк.

## Признание
В 1965 году Николай Гедда был удостоен почётного звания «Придворный певец», через год стал членом Шведской академии музыки. Ему вручались музыкальные награды Швеции и других стран (в том числе приз Карузо в 2007). В 1995 году награждён командорским крестом ордена Искусств и литературы. В 2010 году Николай Гедда был награждён высшей наградой Франции — орденом Почётного легиона. Он был приглашённым профессором, а затем стал почётным членом Королевской академии музыки (Великобритания).

## Избранные видеозаписи
- 1971 — «Волшебная флейта» В. А. Моцарта (Тамино), реж. Питер Устинов, дир. Хорст Штайн.